# آتش‌سوزی زغال‌سنگ

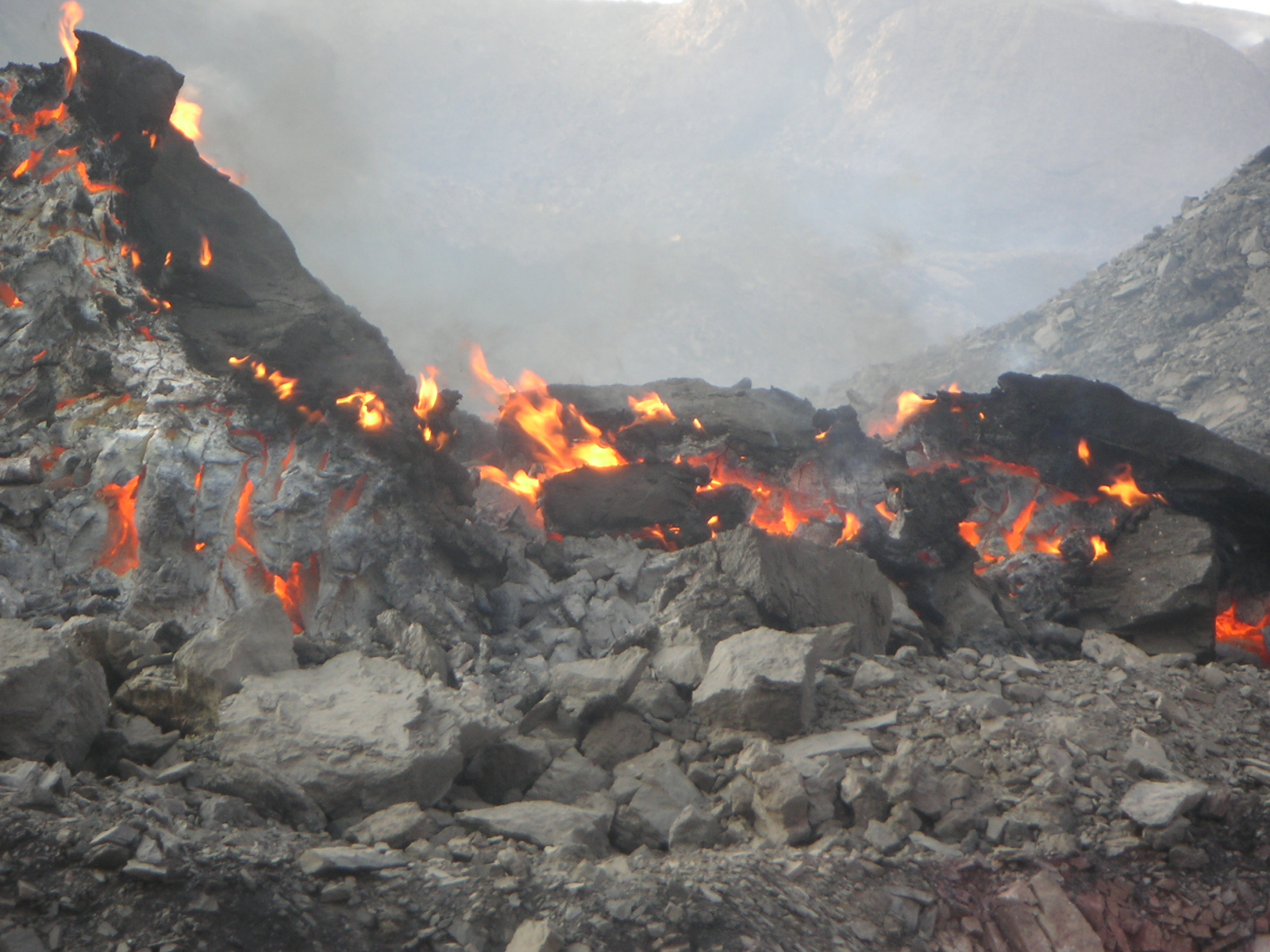
آتش سوزی زغال‌سنگ در سین جیانگ (چین)

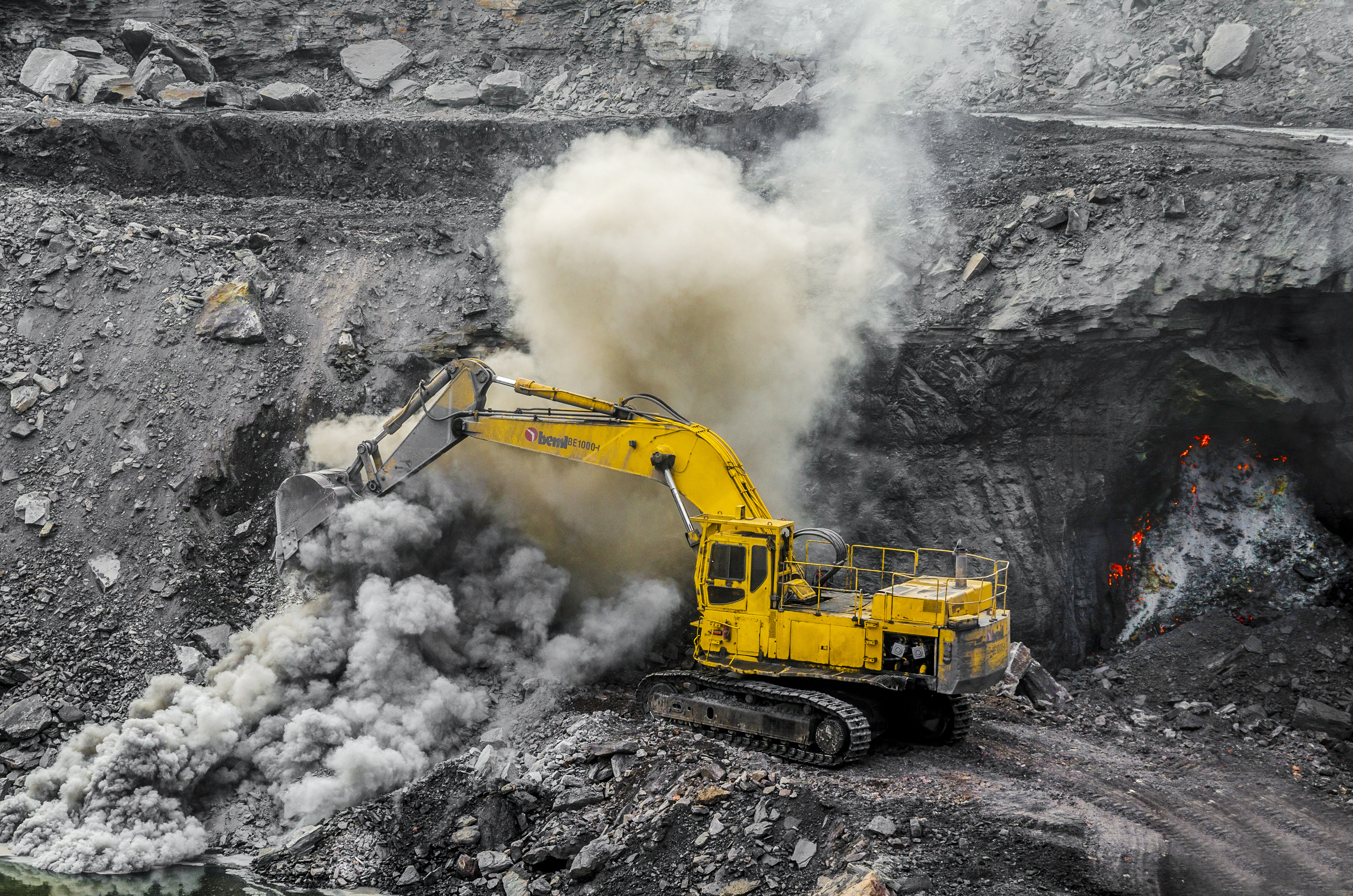
استخراج معادن روباز در نزدیکی آتش سوزی در جاریا در هند

آتش‌سوزی زغال‌سنگ نوعی آتش‌سوزی است که در رگه‌های زغال‌سنگ یا در انبار زغال‌سنگ پدید می‌آید. این نوع آتش‌سوزی اغلب خودبخود پدید می‌آید. پیش نیاز این آتش‌سوزی قرار گرفتن زغال‌سنگ در معرض اکسیژن است. در آتش‌سوزی رگه‌های زغال‌سنگ این پدیده می‌تواند از راه‌های طبیعی، هنگامی که رگهٔ زغال‌سنگ در اثر کوه‌زایی یا فرسایش خاک به روی سطح زمین می‌آید، روی دهد. همچنین این نوع آتش‌سوزی‌ها می‌تواند در معدنکاری زیرزمینی در اثر هوادهی به معدن و ورود هوای تازه به رگه‌های زغال‌سنگ روی‌دهد. اغلب این آتش‌سوزی‌ها در معدن‌های متروکه که هنوز در آن بقایای زغال‌سنگ یافت می‌شود روی می‌دهد. این آتش‌سوزی همچنین می‌تواند هنگام جابه‌جایی زغال‌سنگ با کشتی یا راه آهن یا در نخاله‌های کک و زغال‌سنگ که هنوز بقایای زغال به صورت متمرکز در یک نقطه وجود دارد روی دهد. به خصوص آتش‌سوزی‌های زغال‌سنگ در زیر زمین که اکسیژن کم است و دود برخاسته از آن به دلیل این است که اکسیژن مکفی برای یک احتراق کامل موجود نیست. آتش‌سوزی‌های زیرزمینی معادن زغال‌سنگ در زمین به چندین میلیون سال قبل بازمی‌گردد. به دلیل عایق حرارتی و اجتناب از خاموش شدن توسط برف و باران، آتش‌سوزی‌ها در رگه‌های زیرین زغال‌سنگ پایدارترین آتش‌سوزی‌های روی کره زمین را تشکیل می‌دهند. به عنوان مثال کوه سوزان در استرالیا هزاران سال است که ادامه‌دارد. آتش‌سوزی در رگه‌های زغال‌سنگ یا از طریق گرم شدن آنها در اثر اکسیداسیون و یا در اثر رعد و برق یا آتش‌سوزی جنگل‌ها و یا سایر آتش‌سوزی‌ها و یا هنگام فعالیت‌های مربوط به حفاری و استخراج از معادن صورت می‌گیرد. این آتش‌سوزی‌ها موجب تغییر جو زمین می‌شوند و سرعت آ‌نها به دلیل فعالیت‌های معدنی عظیم گسترش پیدا کرده است.